# SCV Bintang Lair
SCV Bintang Lair, voluit Sportclub Viktoria Bintang Lair, is een Surinaamse voetbalclub. De club is afkomstig uit Groningen in het district Saramacca. De officiële wedstrijden worden gespeeld in het André Kamperveenstadion in Paramaribo.
Bintang Lair werd in het seizoen 2018-19 semikampioen in de Tweede Divisie en wist Junior FC uit Lelydorp in het Dr. Ir. Franklin Essed Stadion te verslaan met 1-0. In het seizoen 2019-20 speelt de club daardoor in de Eerste Divisie.